# Ange Animal
 (février 2017).
Si vous disposez d'ouvrages ou d'articles de référence ou si vous connaissez des sites web de qualité traitant du thème abordé ici, merci de compléter l'article en donnant les références utiles à sa vérifiabilité et en les liant à la section « Notes et références ».
Albums de Dan Bigras
Tue-moi
(1992)
Ange Animal est le premier album studio du chanteur, pianiste et auteur-compositeur québécois Dan Bigras.
Ce premier album, produit et réalisé par le parolier Marc Desjardins qui signe d'ailleurs la plupart des textes des chansons, sort en 1990[réf. nécessaire].
On retrouve à la guitare le regretté John McGale, guitariste du groupe rock/blues québécois Offenbach. 

## Liste des titres
| A1. | Voir un ami pleurer         | 5:39 |
| A2. | Caché                       | 3:36 |
| A3. | Jusqu'au bout de la lumière | 4:00 |
| A4. | Naufrage                    | 3:11 |
| A5. | Belle de feu                | 4:00 |

| B1. | Croire             | 4:34 |
| B2. | Les jours de pluie | 3:48 |
| B3. | Pour tes yeux      | 3:00 |
| B4. | Femme de nuit      | 3:29 |
| B5. | Ange Animal        | 6:14 |

Note
Disques GMD GMD-1303-30 [vinyle], GMDCD-1303-30 [CD], GMD4-1303-30 [cassette]

## Crédits

### Membres du groupe
- Piano : Dan Bigras
- Claviers : Dan Bigras et Jean-Pierre Limoges
- Guitares : Serge Vallières, John McGale, Richard Paré, Serge Laporte
- Basse : Sylvain Lafontaine et Martin Égestrôm
- Batterie : Vincent Dionne, Simon Brosseau, Kim Plainfield, Stéphane (Stew) Laporte
- Percussions : Dan Bigras, Vincent Dionne, Simon Brosseau, Kim Plainfield, Stéphane (Stew) Laporte
- Saxophone : Michel Gélinas
- Trompette : Peter Hines et Kip Hanrahan
- Trombone : Jacques Messier
- Cor français : Allan Clark
- Chœurs : Gina Valleri, Luce Dufault, Loulou Hughes, Serge Vallières, Valérie Labrecque, Martine St-Clair, Hampstead Baptist Mixed Choir, Valeria Glin, Catherina Sericzki

### Technique et production
- Production : Les Disques GMD
- Producteur, direction artistique, réalisation : Marc Desjardins
- Préproduction : Jocelyn Bigras depuis le Studio Rockland
- Producteur exécutif : Pierre Mercier-Gouin
- Programmation, direction musicale, arrangements : Jean-Pierre Limoges
- Collaboration aux arrangements : Dan Bigras
- Enregistré par Jean-Pierre Limoges en processus audionumérique Sony depuis le Studio JPL
- Mixé par Jean-Pierre Limoges et Marc Desjardins en processus audionumérique Sony depuis le Studio JPL
- Gravé en processus audionumérique par Émile Lépine chez SNB
- Administration du projet : Bertrand Lauzon

### Conception de la pochette
- Conception et graphisme : Shirley Bossé
- Photos : Christiane Desjardins pour Studio Photo CD limitée
- Maquillage : Carole Labranche
- Film Kodak et séparations Scotch 3M fournies par Kalligraphia limitée

### Fabrication de l'album
- Disque vinyle fabriqué depuis Cinram limitée, Toronto
- Disque compact audionumérique fabriqué depuis Disque Améric, Drummondville
- Cassette audio numérique digitale fabriquée grâce à la technologie SAM RSB depuis Disques RSB, Saint-Laurent
- Pressages : Golden Records of Canada Ltd., a division of Golden Records Inc. (Mississauga, Ontario), emballages et pochettes Shorewood Packaging and Cases (Toronto, Ontario)